# Grand Canon d'André de Crète

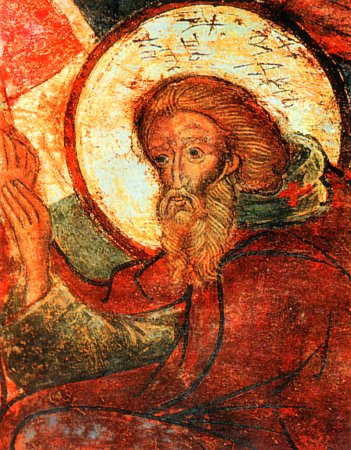
Icône d'André de Crète

Le Grand Canon d'André de Crète est un texte liturgique datant du VIIIe siècle, regroupant des d'odes de la liturgie byzantine composées par l'hynmographe André de Crète. Dans les Églises orthodoxes et Églises catholiques de rite byzantin , le Grand Canon est traditionnellement chanté le jeudi de la cinquième semaine du Grand Carême, c'est-à-dire à P - 17.

## Texte du Grand Canon
Ce grand canon pénitentiel comporte 250 strophes.
En voici l'hirmos et les trois premiers tropaires. Le texte intégral peut être lu sur les sites donnés en référence.
Hirmos :

Le Seigneur s’est fait mon aide et

mon protecteur pour mon salut, c’est

mon Dieu et je Le glorifierai ; c’est le

Dieu de mon père, et je L’exalterai,

car Il s’est couvert de gloire.

Aie pitié de moi, ô Dieu, 

aie pitié de moi.

(avant chaque tropaire)

Tropaires :

Par où commencerai-je à me lamenter

sur les actes de ma misérable vie ?

Quelles prémices poserai-je 

à la présente lamentation ? 

Mais comme miséricordieux,  

donne-moi la rémission des péchés.

Viens, ô mon âme misérable, avec ta chair, 

confesse-toi au Créateur de toutes choses 

et éloigne-toi désormais 

de ta préalable déraison, 

puis offre à Dieu des larmes dans le repentir.

J’ai rivalisé dans la transgression

avec Adam le premier-créé et, 

par mes péchés, je me suis vu 

dépouillé de Dieu, ainsi que du 

Royaume éternel et de ses délices.